# Jiaolong (köping)
Jiaolong (kinesiska: 蛟龙镇, 蛟龙) är en köping i Kina. Den ligger i provinsen Shandong, i den östra delen av landet, omkring 250 kilometer sydost om provinshuvudstaden Jinan. Antalet invånare är 36712. Befolkningen består av 17 790 kvinnor och 18 922 män. Barn under 15 år utgör 19,0 %, vuxna 15-64 år 69 %, och äldre över 65 år 11,0 %.
Genomsnittlig årsnederbörd är 1 024 millimeter. Den regnigaste månaden är juli, med i genomsnitt 321 mm nederbörd, och den torraste är januari, med 9 mm nederbörd.